# Maik Twelsiek
Maik Twelsiek (* 25. Dezember 1980 in Lemgo) ist ein ehemaliger deutscher Triathlet. Er ist mehrfacher Ironman-Sieger (2007, 2009 und 2013). 

## Werdegang
Nach der Schule absolvierte Twelsiek zunächst eine zweijährige Ausbildung bei der Firma Brinkmann in Herford zum Industriekaufmann. Nach dem Zivildienst schrieb er sich dann an der Hochschule Ostwestfalen-Lippe in Lemgo für den Studiengang Wirtschaft ein. Als Jugendlicher war Twelsiek zunächst als Fußballer im heimischen Verein aktiv, später spielte er zusätzlich Tennis.

### Triathlon seit 1999
Durch seinen ersten Triathlon, dem Exter Triathlon, dessen Wechselzone sich auf seinem Bolzplatz befand, wurde sein Interesse an einer weiteren Sportart geweckt. Seit 1999 konzentrierte er sich sportlich vollständig auf sein Triathlon-Training. 
2000 gewann Twelsiek in Zeitz die Deutschen Duathlonmeisterschaften der Junioren, später wurde er in Viernheim Deutscher Duathlonmeister U23. Im August 2006 wurde er beim Mönchshof-Triathlon in Kulmbach als zweitbester Deutscher und Gesamt-Dritter hinter Pete Jacobs und Enrico Knobloch Deutscher Vizemeister auf der Mitteldistanz.

### Ironman-Sieger 2007
Sein viertes Rennen über die Ironman-Distanz (3,86 km Schwimmen, 180,2 km Radfahren und 42,195 km Laufen) im September 2007 in Wisconsin beendete Twelsiek als Sieger. Mit einer Zeit von 8:52:49 h hatte er über 10 min Vorsprung vor dem US-Amerikaner Paul Fritsche und konnte sich damit für den Ironman Hawaii 2008 qualifizieren, wo er den 14. Rang belegte.
„Maiki“ oder „Cat“ war Mitglied des zum Jahresende 2011 aufgelösten Commerzbank Triathlon Teams, durch das er gemeinsam mit dem zweifachen Sieger der Ironman World Championship Normann Stadler sowie dem Sieger der Ironman European Championship in Frankfurt Timo Bracht gesponsert wurde. 
Von 2012 an war er Mitglied des Abu Dhabi Triathlon Team von Faris Al-Sultan – bis zu dessen Auflösung im Januar 2013.
Im September 2013 gewann er mit dem Ironman Wisconsin sein drittes Ironman-Rennen. Seit 2016 tritt Maik Twelsiek nicht mehr international in Erscheinung.

### Persönliches
Twelsiek ist mit der ehemaligen US-amerikanischen Triathletin Hillary Biscay (* 1978) verheiratet. Die beiden  leben mit ihrer Tochter in Tucson (Arizona).

## Sportliche Erfolge
| Datum/Jahr    | Platz | Wettbewerb                           | Austragungsort   | Zeit     | Bemerkung                                                                                                |
| ------------- | ----- | ------------------------------------ | ---------------- | -------- | --- |
| 3. Mai 2014   | 20    | Ironman 70.3 St. George              | St. George       | 03:57:46 | US-Championships                                                                                         |
| 2. Juni 2012  | 4     | Ironman 70.3 Hawaii                  | Hawaii           | 04:06:16 | Vierter hinter dem Sieger Lance Armstrong                                                                |
| 27. Aug. 2011 | 1     | TriStar111 Minnesota                 | Minnesota        | 03:12:45 | 1 km Schwimmen, 100 km Radfahren und 10 km Laufen                                                        |
| 15. Aug. 2010 | 7     | Ironman 70.3 Germany                 | Wiesbaden        | 04:16:37 | [ 4 ] |
| 1. Mai 2010   | 8     | Wildflower Triathlon                 | Lake San Antonio | 04:09:57 | Achter Rang – hinter dem Sieger Michael Raelert (1,90 km Schwimmen, 90 km Radfahren und 21,10 km Laufen) |
| 14. Juni 2009 | 1     | Bonn-Triathlon                       | Bonn             |          | |
| 13. Sep. 2009 | 5     | Ironman 70.3 Muskoka                 | Muskoka          | 04:08:06 | |
| 15. Juni 2008 | 1     | Bonn-Triathlon                       | Bonn             |          | |
| 9. Aug. 2006  | 2     | DTU Deutsche Triathlon-Meisterschaft | Kulmbach         |          | Vize-Meister Triathlon-Mitteldistanz                                                                     |
| 2002          | 1     | BerlinMan                            | Berlin           | 04:00:06 | 2,2 km Schwimmen, 90 km Radfahren und 20 km Laufen                                                       |

| Datum/Jahr    | Platz | Wettbewerb                | Austragungsort    | Zeit     | Bemerkung |
| ------------- | ----- | ------------------------- | ----------------- | -------- | --- |
| 24. Juli 2016 | 8     | Ironman Canada            | Whistler          | 09:02:22 | |
| 20. Feb. 2016 | 2     | Challenge Wanaka          | Wanaka            |          | |
| 15. Nov. 2015 | 6     | Ironman Arizona           | Tempe             | 08:12:55 | |
| 10. Okt. 2015 | 22    | Ironman Hawaii            | Hawaii            | 08:52:11 | schnellste Radzeit (04:25:10 h) bei der Ironman World Championship                                                                                           |
| 16. Nov. 2014 | 4     | Ironman Arizona           | Tempe             | 08:07:59 | mit persönlicher Bestzeit auf der Ironman-Distanz |
| 11. Okt. 2014 | 11    | Ironman Hawaii            | Hawaii            | 08:31:06 | Ironman World Championship |
| 29. Juni 2014 | 4     | Ironman Coeur d’Alene     | Idaho             | 08:34:19 | |
| 22. Sep. 2013 | 2     | Ironman Lake Tahoe        | Lake Tahoe        | 08:57:53 | Zweiter bei der Erstaustragung |
| 8. Sep. 2013  | 1     | Ironman Wisconsin         | Madison           | 08:40:15 | |
| 30. Juni 2013 | 2     | Ironman Austria           | Klagenfurt        | 08:11:36 | zweiter Rang hinter Andreas Raelert |
| 17. März 2013 | 5     | Ironman Los Cabos         | Los Cabos         | 08:37:43 | bei der Erstaustragung |
| 11. Aug. 2012 | 15    | Ironman New York          | New York City     | 08:54:20 | |
| 5. Mai 2012   | 2     | Ironman St. George        | St. George        | 09:25:58 | |
| 4. Dez. 2011  | 10    | Ironman Western Australia | Busselton         | 08:56:10 | |
| 26. Juni 2011 | 2     | Ironman Coeur d’Alene     | Idaho             | 08:24:59 | [ 7 ] |
| 7. Mai 2011   | 2     | Ironman St. George        | St. George        | 08:33:46 | |
| 9. Okt. 2010  | 12    | Ironman Hawaii            | Hawaii            | 08:27:02 | Bei seinem dritten Start bei der Ironman World Championship konnte Maik Twelsiek als viertbester Deutscher seinen zwölften Rang aus dem Vorjahr wiederholen. |
| 25. Juli 2010 | 3     | Ironman USA               | Lake Placid       | 08:48:33 | |
| 22. Mai 2010  | 3     | Ironman Lanzarote         | Puerto del Carmen | 08:42:52 | mit neuem Rekord auf der Radstrecke (4:40:58 Stunden für 180 km)                                                                                             |
| 10. Okt. 2009 | 12    | Ironman Hawaii            | Hawaii            | 08:35:10 | |
| 26. Juli 2009 | 1     | Ironman USA               | Lake Placid       | 08:36:37 | Sieg vor seinem Landsmann Christian Brader |
| 5. Apr. 2009  | 7     | Ironman Australia         | Port Macquarie    | 08:34:10 | [ 10 ] |
| 11. Okt. 2008 | 14    | Ironman Hawaii            | Hawaii            | 08:48:37 | |
| 6. Juli 2008  | 11    | Ironman Germany           | Frankfurt am Main |          | |
| 9. Sep. 2007  | 1     | Ironman Wisconsin         | Madison           | 08:52:49 | |
| 24. Juni 2007 | 6     | Challenge Roth            | Roth              |          | |
| 2. Juli 2006  | 9     | Challenge Roth            | Roth              |          | |
| 19. März 2006 | 9     | Ironman South Africa      | Port Elizabeth    |          | |